# Progress MS-14
Progress MS-14 (en rus: Прогресс МC-14), identificada per la NASA com a Progress 75P, és una missió per abastir l'Estació Espacial Internacional (EEI), utilitzant una nau Progress MS llançada per Roscosmos. Es tracta del 166è vol d’una nau Progress.
Aquesta missió es va dedicar al 75è aniversari de la Victòria. Per tal d'evitar que el coronavirus entrés a l'estació des de la Progress MS-14 va ser sotmès a una desinfecció addicional abans del llançament. Abans de res, la desinfecció de les superfícies i equips interns, així com de les superfícies externes de la mercaderia lliurada, es va realitzar amb una selecció de mostres de control. Després de repostar la nau i actualitzar l'equipament, es va dur a terme una desinfecció addicional per evitar que el virus entrés a l'EEi.

## Llançament
El coet Soiuz-2.1a utilitzat per llançar la Progrés MS-14, batejat «Coet de La Victòria», es va afegir el número «75» al carenat de càrrega per commemorar el 75è aniversari de la trobada de les tropes dels EUA i les soviètiques al riu Elba a Alemanya en els dies finals de Segona Guerra Mundial a Europa. El número té una importància doble perquè aquesta és la 75a missió Progrés d'aprovisionament a l'Estació espacial Internacional ençà l'any 2000.
La Progrés MS-14 es va llançar des la plataforma 31/6 del cosmòdrom de Baikonur a les 01:51:41 UTC en una trajectòria ràpida. La Progrés MS-14 es va acoblar amb el mòdul Zvezdà de l'EEI a les 05:11:56 UTC.

## Acoblament
Tres hores i vint minuts després del llançament, la Progrés MS-14 va acoblar-se automàticament a la popa del mòdul Zvezda a 05:11:56 UTC, on romandrà fins al febrer 2021.

## Càrrega
La nau espacial Progress MS-14 va lliurar 2528 kg de càrrega, amb 1358 kg de càrrega seca. Desglossament de la càrrega:
- Càrrega seca: 1358 kg
- Combustible: 700 kg
- Oxigen: 50 kg
- Aigua: 420 kg

## Desacoblament i reentrada
Està previst que la Progress MS-14 resti atracada a l'estació fins a principis del 2021. Després de completar la missió, reentrarà a l'atmosfera terrestre per destruir-se a l'Oceà Pacífic Sud.